# Cheri, Cheri Lady
Singles de Modern Talking
You Can Win If You Want
(1985) Brother Louie
(1986)
Clip vidéo
[vidéo] « Cheri, Cheri Lady », sur YouTube
Cheri, Cheri Lady (ou Cheri Cheri Lady) est une chanson du duo allemand Modern Talking incluse dans leur deuxième album studio, Let's Talk About Love, paru le 14 octobre 1985.
Le 2 septembre 1985, six semaines avant la sortie de l'album, la chanson a été publiée en single. C'est le premier et unique single de cet album.
La chanson a atteint la 1re place en Allemagne.